# Survivor Series (2010)
Survivor Series (2010) — двадцать четвёртое в истории PPV-шоу Survivor Series, производства американского рестлинг-промоушна World Wrestling Entertainment (WWE). 21 ноября 2010 года на арене Американ Эйрлайнс-арена в Майами, Флорида, США.
Первоначально планировалось, что Survivor Series 2009 года станет последним шоу в линейке. Об этом 11 февраля 2010 года заявил глава правления WWE Винс МакМэхон. Однако, в июне 2010 года WWE начало продавать билеты на шоу Survivor Series.

## Результаты
| #                                | Поединки | Условия | Время |
| -------------------------------- | --- | --- | ----- |
| Dark                             | R-Truth (с Ив Торрес) победил Зака Райдера | Поединок один на один | NA    |
| 1                                | Дэниел Брайан (c) победил Тэда Дибиаси (с Марис) | Поединок один на один за титул чемпиона Соединённых Штатов WWE | 9:58  |
| 2                                | Джон Моррисон победил Шеймуса | Поединок один на один | 11:12 |
| 3                                | Дольф Зигглер (c) (с Вики Герреро) победил Кавала | Поединок один на один за титул интерконтинентального чемпиона WWE | 9:34  |
| 4                                | Команда Мистерио (Рей Мистерио, Кофи Кингстон, Крис Мастерс, Биг Шоу и Монтел Вонтевиус Портер) победила команду Дель Рио (Альберто Дель Рио, Тайлер Рекс, Дрю Макинтайр, Джэк Сваггер и Коди Роудс) | Традиционный командный поединок на выбывание | 18:12 |
| 5                                | Наталья победила команду Лей-Кул (Лейла и Мишель МакКул) (c) | Поединок двое против одного за титул чемпиона див WWE | 3:37  |
| 6                                | Поединок Кейна (c) и Эджа закончился вничью | Поединок один на один за титул чемпиона мира в тяжелом весе | 12:49 |
| 7                                | Нексус (Джастин Гэбриел и Хит Слейтер) (c) (с Дэвидом Отунгой, Майклом Макгилликати и Хаски Харрисом) победили Сантино Марелла и Владимира Козлова                                                   | Командный поединок за титул командных чемпионов WWE | 5:11  |
| 8                                | Рэнди Ортон (c) победил Уэйда Барретта | Поединок до удержания или сдачи за титул чемпиона WWE, со специальным рефери Джоном Синой. Если Барретт станет чемпионом, Сина будет освобожден из Нексуса. В ином случае, Сина будет уволен | 15:19 |
| (c) — чемпион на момент поединка | | |       |

| Выбывание    | Рестлер                                   | Команда                                   | Кем был выбит                             | Приём                                     | Время                                     |
| ------------ | ----------------------------------------- | ----------------------------------------- | ----------------------------------------- | ----------------------------------------- | ----------------------------------------- |
| 1            | МВП                                       | Команда Мистерио                          | Дрю Макинтайр                             | Aided Pin w/ Del Rio                      | 3:50                                      |
| 2            | Крис Мастерс                              | Команда Мистерио                          | Альберто Дель Рио                         | Cross Armbreaker                          | 03:57                                     |
| 3            | Альберто Дель Рио                         | Команда Дель Рио                          | не смог продолжить поединок               | Knock-out Punch from Big Show             | 06:42                                     |
| 4            | Коди Роудс                                | Команда Дель Рио                          | Биг Шоу                                   | Knock-out Punch                           | 09:58                                     |
| 5            | Тайлер Рекс                               | Команда Дель Рио                          | Кофи Кингстон                             | School Boy Pin                            | 11:34                                     |
| 6            | Кофи Кингстон                             | Команда Мистерио                          | Джэк Сваггер                              | Ankle Lock                                | 13:16                                     |
| 7            | Джэк Сваггер                              | Команда Дель Рио                          | Рей Мистерио                              | 619, followed by Aided Splash w/ Big Show | 17:37                                     |
| 8            | Дрю Макинтайр                             | Команда Дель Рио                          | Биг Шоу                                   | Chokeslam                                 | 18:12                                     |
| Выживший(е): | Рей Мистерио и Биг Шоу (Команда Мистерио) | Рей Мистерио и Биг Шоу (Команда Мистерио) | Рей Мистерио и Биг Шоу (Команда Мистерио) | Рей Мистерио и Биг Шоу (Команда Мистерио) | Рей Мистерио и Биг Шоу (Команда Мистерио) |